# Urška Repušič
Urška Repušič est une grimpeuse slovène née le 5 juin 2000 à Rače. Elle est championne d'Europe du bloc en 2019 à Zakopane, en Pologne.